# Viktor Hamburger
Viktor Hamburger (* 9. Juli 1900 in Landeshut in Schlesien; † 12. Juni 2001 in St. Louis) war ein deutsch-amerikanischer Entwicklungsbiologe und Pionier der Neuroembryologie.

## Leben und Wirken
Hamburger, Sohn des Kaufmanns Max Hamburger und seiner Ehefrau Elsa, geborene Gradenwitz, und älterer Bruder von Rudolf Hamburger, studierte Zoologie in Breslau, Heidelberg und München und ging 1920 an die Albert-Ludwigs-Universität Freiburg zu Hans Spemann, wo er 1925 mit einer Arbeit über den Einfluss des Nervensystems auf die Extremitäten-Entwicklung bei Fröschen promoviert wurde. Nach Assistenzjahren bei Alfred Kühn in Göttingen und Otto Mangold in Berlin kehrte er als Privatdozent nach Freiburg zurück. 1932 konnte er durch ein Stipendium der Rockefeller-Stiftung zu dem Zoologen Frank Rattray Lillie an die University of Chicago gehen. 1933 wurde er wegen seiner jüdischen Herkunft in Freiburg entlassen, wodurch ihm eine Rückkehr nach Deutschland verwehrt war. Ihm gelang jedoch eine wissenschaftliche Karriere in den USA: 1935 wurde er Assistant Professor, 1941 Professor und Chairman des Departments für Zoologie an der Washington University in St. Louis, wo er bis nach der Emeritierung 1969 blieb.
Hamburgers bekannteste Arbeit, mit über 4000 Zitaten eine der am häufigsten zitierten Publikationen in der Biologie, ist eine detaillierte Beschreibung der Entwicklungsstadien des Hühnerembryos. Diese als Hamburger-Hamilton-Stadien bezeichnete Stadieneinteilung wird auch heute noch von Entwicklungsbiologen verwendet. Große Bedeutung hatten seine Arbeiten zur Identifizierung des Nervenwachstumsfaktors; Rita Levi-Montalcini und Stanley Cohen erhielten für diese in den 1950er Jahren in Hamburgers Labor durchgeführten Arbeiten 1986 den Nobelpreis für Physiologie oder Medizin.
1953 wurde Hamburger Mitglied der National Academy of Sciences, 1959 der American Academy of Arts and Sciences. Er erhielt Ehrendoktorwürden der Washington University, der Universität Uppsala und der Rockefeller University. 1983 wurde er mit dem Louisa-Gross-Horwitz-Preis, 1989 mit der National Medal of Science geehrt. 1985 erhielt er den Ralph-W.-Gerard-Preis und 1990 den Karl Spencer Lashley Award.
Der Architekt Rudolf Hamburger war sein Bruder.

## Schriften (Auswahl)
- V. Hamburger: Manual of Experimental Embryology. University of Chicago Press, 1942.
- V. Hamburger: The Heritage of Experimental Embryology: Hans Spemann and the Organizer. Oxford University Press, 1988, ISBN 0-19-505110-6.